# Květenský potok
Květenský potok je potok na Šumavě, pravostranný přítok Olšiny na území vojenského újezdu Boletice v okrese Český Krumlov v Jihočeském kraji. Délka toku měří dva kilometry a plocha povodí činí 5,01 km².

## Průběh toku
Potok pramení jižně od zaniklé vesnice Zlatá v nadmořské výšce 967 metrů a teče jihovýchodním směrem. Potok teče místy, kde  bývala vesnice Račín. Jihovýchodně od bývalého Račína se Květenský potok zprava vlévá do Olšiny v nadmořské výšce 858 metrů.